# Моравская галерея
Моравская галерея (чеш. Moravská galerie) — государственная организация, в ведении которой находится и вторая по размерам в Чехии и крупнейшая в чешской Моравии коллекция изобразительного и прикладного искусства. В нескольких зданиях, принадлежащих галерее, экспонируются предметы живописи, рисунка, графики, скульптуры, фотографии, проводятся выставки современного дизайна и моды.

## История
Самый первый музей в Брно был основан 29 июля 1817 года в Брно указом императора Франца II (чеш. František I. Rakouský) под названием «Музей Кайзера Франца» (нем. Kaiser-Franz-Museum, чеш. Františkovo muzeum). С 1900 года его переименовали в Моравский земский музей.
С самого начала в состав экспозиции «Музея Кайзера Франца» входила коллекция картин и скульптур, что привело к созданию отдела под простым названием «Моравская земская картинная галерея» (чеш. Moravská zemská obrazárna или просто чеш. Obrazárna), который просуществовал с 1818 по 1961 год.

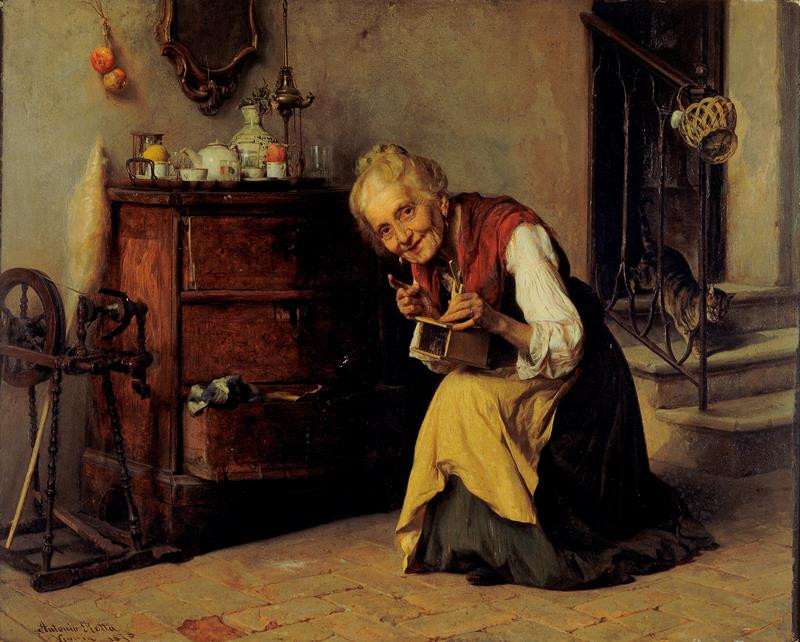
Антонио Ротта, “Пойманная мышь”, 1878

В 1873 году в Брно по инициативе группы моравских промышленников и Торгово-промышленной палаты был основан Моравский промышленный музей. По идее учредителей, ему было уготовано стать главной организацией на Мораве, которая рекламировала местную промышленность, информировала о её высоком уровне, освещала её  развитие. За время своего существования, музей стал центром развития промышленного дизайна в Моравии, центром объединения австрийских художественных и промышленных музеев, а позднее и всех негосударственных музеев австрийской монархии. Деятельность музея имела и важное художественное значение, поэтому с 1907 года он назывался Художественно-промышленным музеем, а с 1919 года — Моравским музеем прикладного искусства.
1 апреля 1961 года «Моравская земская картинная галерея» и «Музей прикладного искусства» были объединены в «Моравскую земскую галерею», и с тех пор она является правопреемником и продолжателем традиций этих двух музеев.
C 1963 года Моравская галерея регулярно проводит международные биеннале графического дизайна.

### Директора музея
- Иржи Глушичка (чеш. Jiří Hlušička), 1961-1989
- Мария Догналова (чеш. Marie Dohnalová), 1989-1990
- Ярослав Качер (чеш. Jaroslav Kačer), 1990-1997
- Калиопи Хамоникола (чеш. Kaliopi Chamonikola), 1997-2003
- Марек Покорны (чеш. Marek Pokorný), 2004-2012
- Ян Пресс (чеш. Jan Press) c 2013 года

## Коллекция

### Здания и филиалы музея
Музею принадлежат несколько зданий в Брно, в которых представлены разные направления искусства:
- Дворец Пражака на улице Гуса, дом 18 — главное здание Моравской галереи. Изначально принадлежавший Алоису Пражаку, он был реконструирован для функционирования в качестве художественной галереи в начале 1990-х годов и открыт 17 ноября 1994 года. Тут располагается постоянная экспозиция модернистского и современного искусства, а также тематические временные экспозции. Дворец также служит административным и центральным офисом Моравской галереи, в нем находится библиотека литературы и периодики по искусству, а также «Artoteka Brno», где, как и в библиотеке, можно на время взять произведение искусства из списка. С 2013 года в дворец проходила реставрация, символически завершённая в 2015 году проектом «ART IS HERE». В галерее постоянная экспонируется искусство первой половины XX века, где представлены самые важные представители чешского модернизма и авангарда и их ключевые работы. Экспозиция современного искусства состоит из коллекции и личного архива теоретика искусства, куратора, коллекционера Иржи Валоха. Экспозиция иллюстрирует основные проявления искусства второй половины XX века. Две постоянные экспозиции соединены пандусом, делая музейную среду безбарьерной.

- Музей прикладного искусства на улице Гуса, дом 14 — это историческое здание Моравского промышленного музея. Благодаря реконструкции, которая завершилась в ноябре 2021 года, здание Музея декоративно-прикладного искусства теперь работает в рамках новой концепции «ART DESIGN FASHION». Теперь  музей посвящен не только дизайну, но и моде, а также взаимосвязи между дизайном и искусством. В музее работает постоянная экспозиция, временные выставки и шоурумы, подготовленные специально для Моравской галереи ведущими чешскими дизайнерами, такими как Максим Вельчовский, Ева Эйслер и студия Олгой Чорхой. Музей представляет собой витрину чешских дизайнеров и их изделий.

- Губернаторский дворец на Моравской площади, дом 1а — располагается в здании бывшего монастыря августинцев. Дворец используется Моравской галереей с 1990 года в качестве пространства для постоянной экспозиции под названием «Брно — пригород Вены» (чеш. Brno předměstí Vídně) и для временных выставок.

- Вилла Юрковича — это вилла известного архитектора и дизайнера. После покупки у старых владельцев её подвергли полной реконструкции, и она была открыта для публики в 2011 году. Теперь здание служит выставочным и учебным центром в области архитектуры и дизайна.

Моравская галерея совместно с Венским музеем прикладного искусства управляет музеем Йозефа Хоффмана в Бртнице, в районе Йиглава. Это родной дом Йозефа Хоффмана, который находится во владении Моравской галереи с 2006 года. Помимо оригинальных интерьеров начала XX века, в музее располагается экспозиция, посвященная Йозефу Хоффману и его работам, и дизайну Wiener Werkstätte.

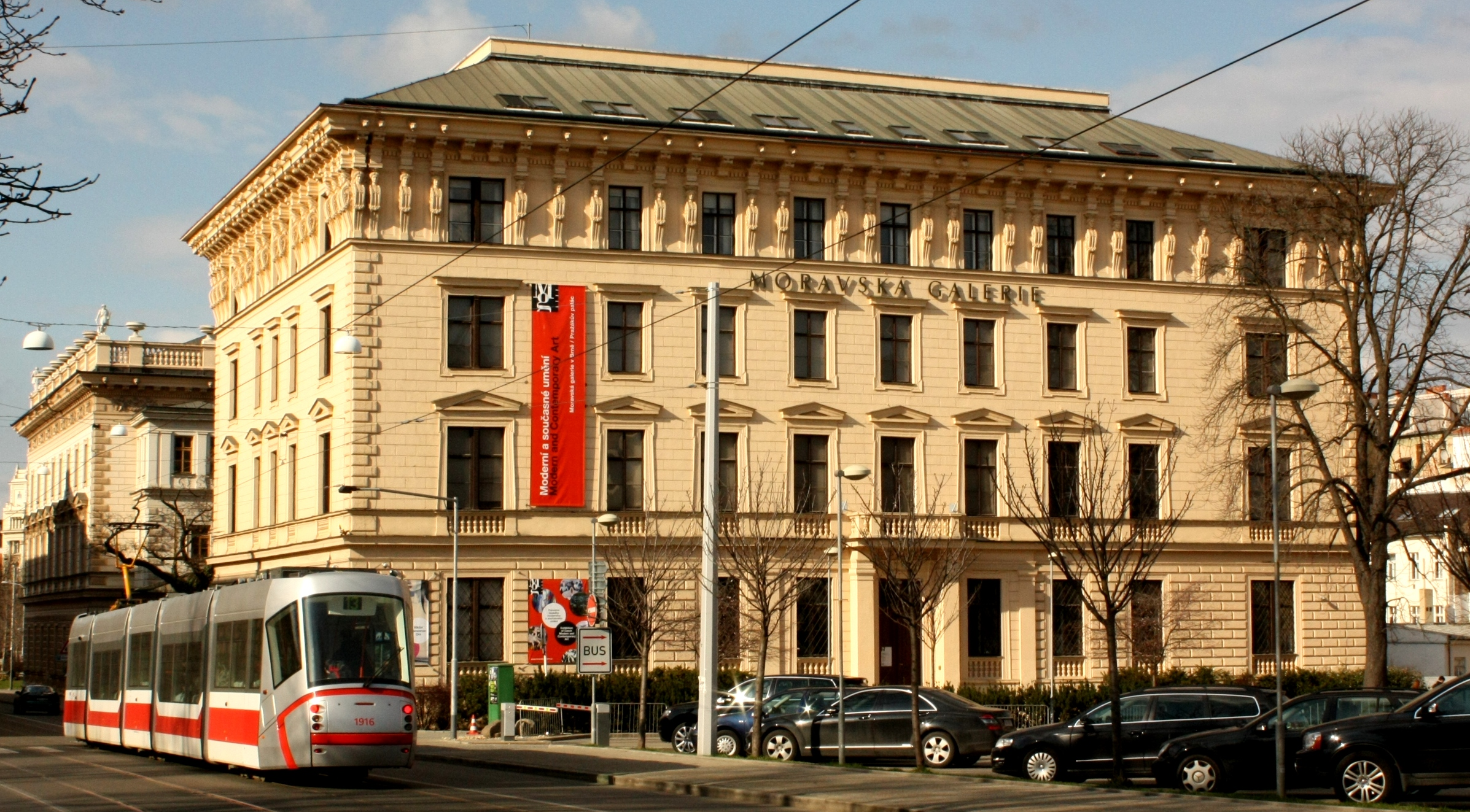
Дворец Пражака
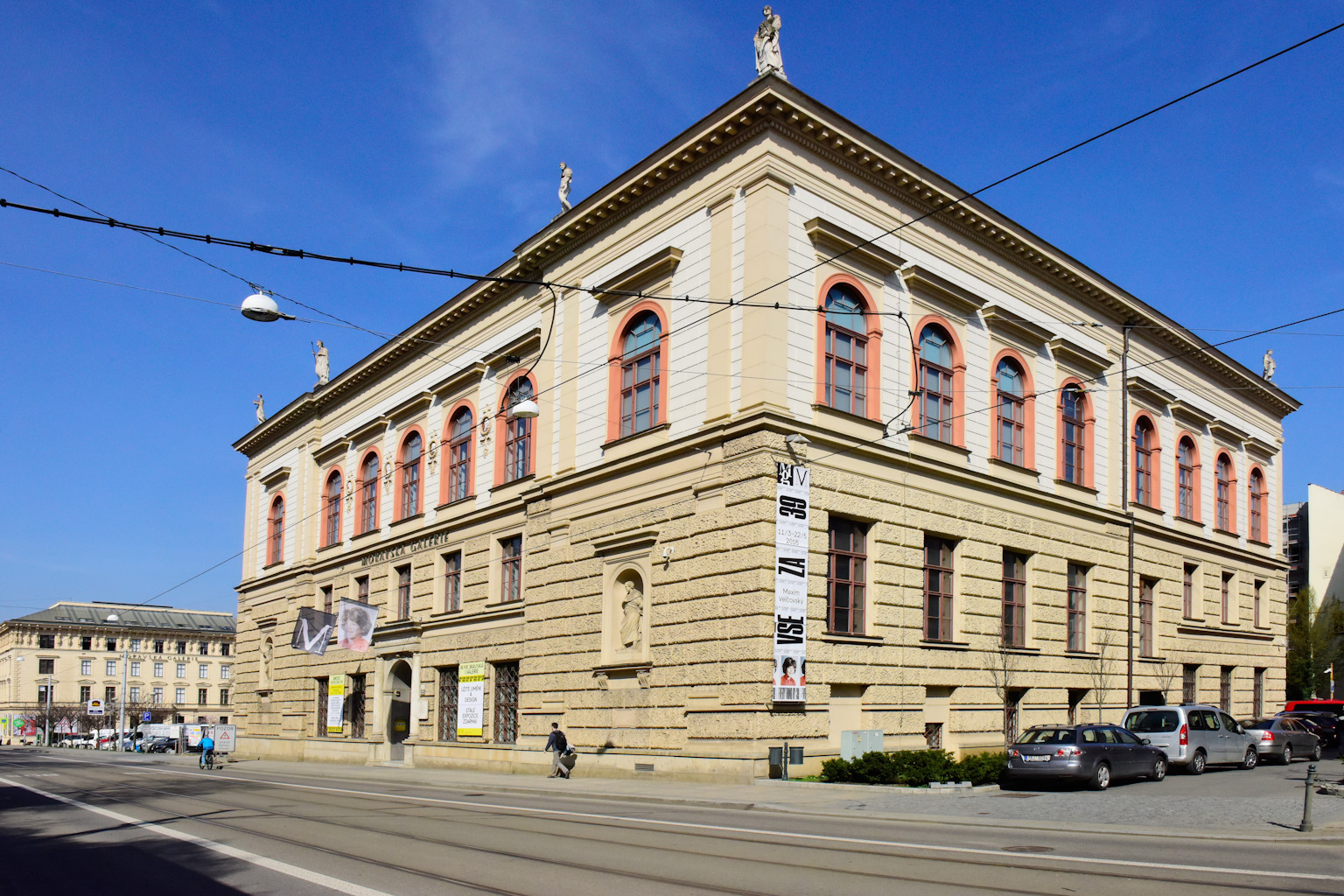
Музей прикладного искусства
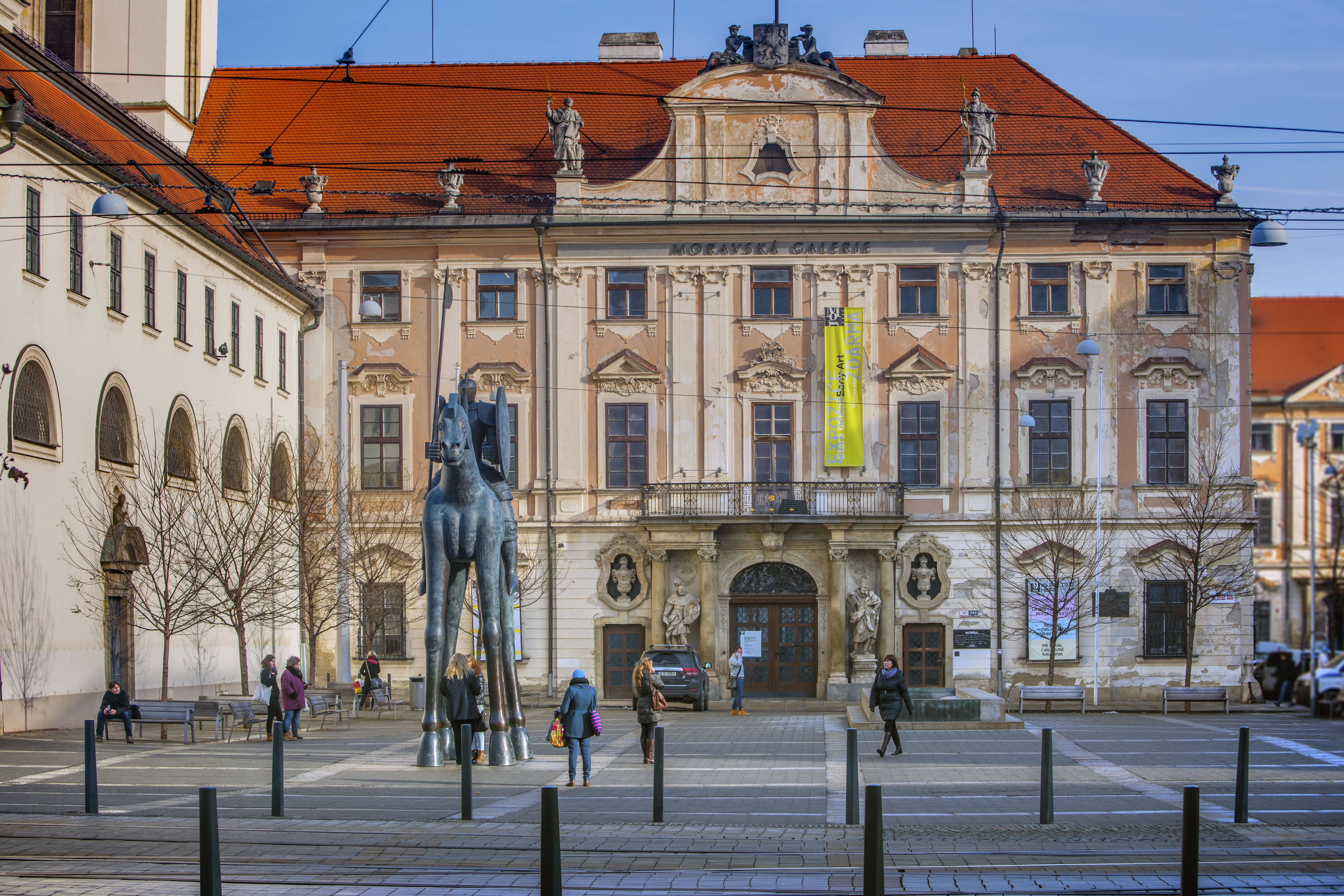
Губернаторский дворец
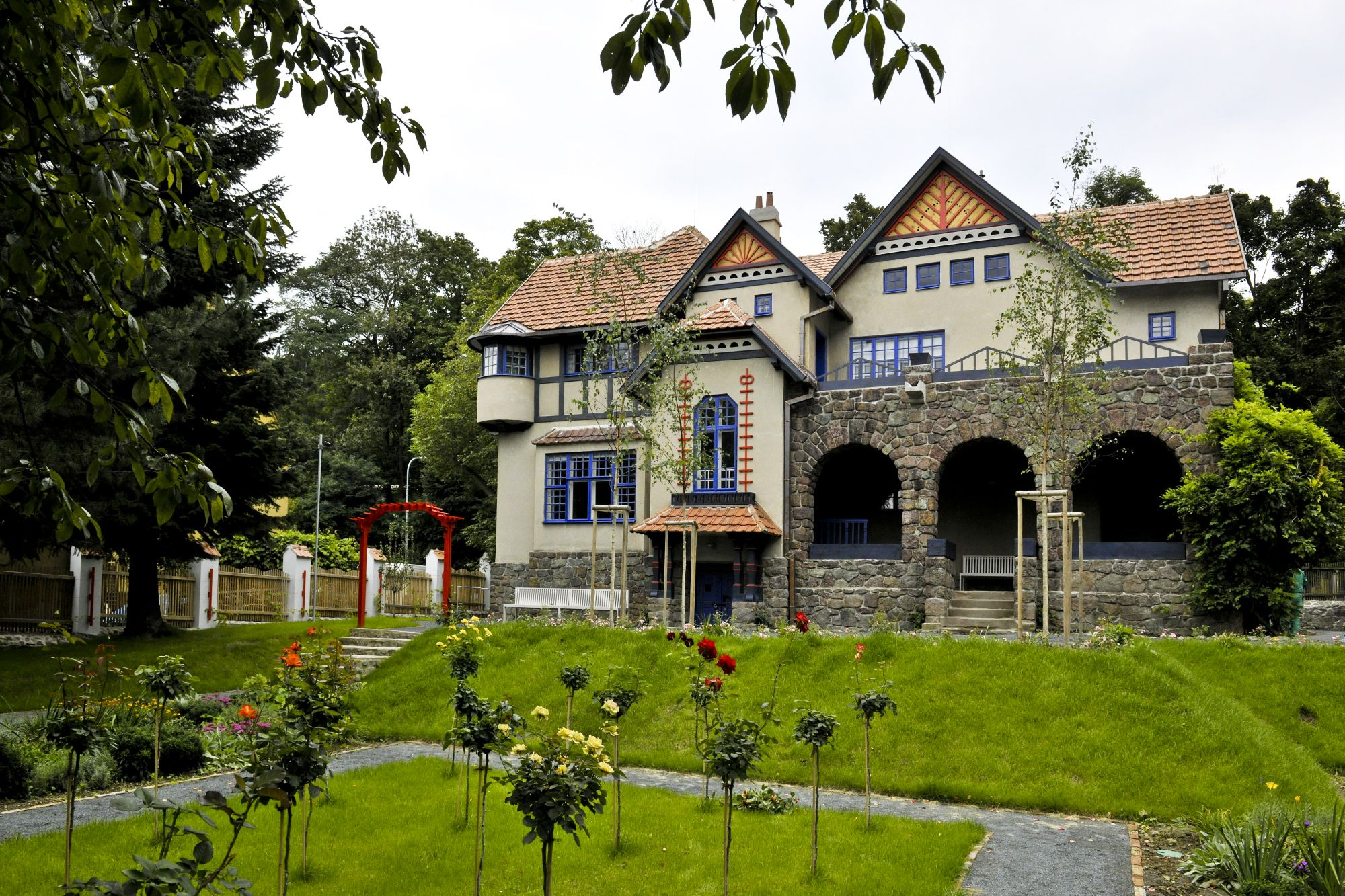
Вилла Юрковича
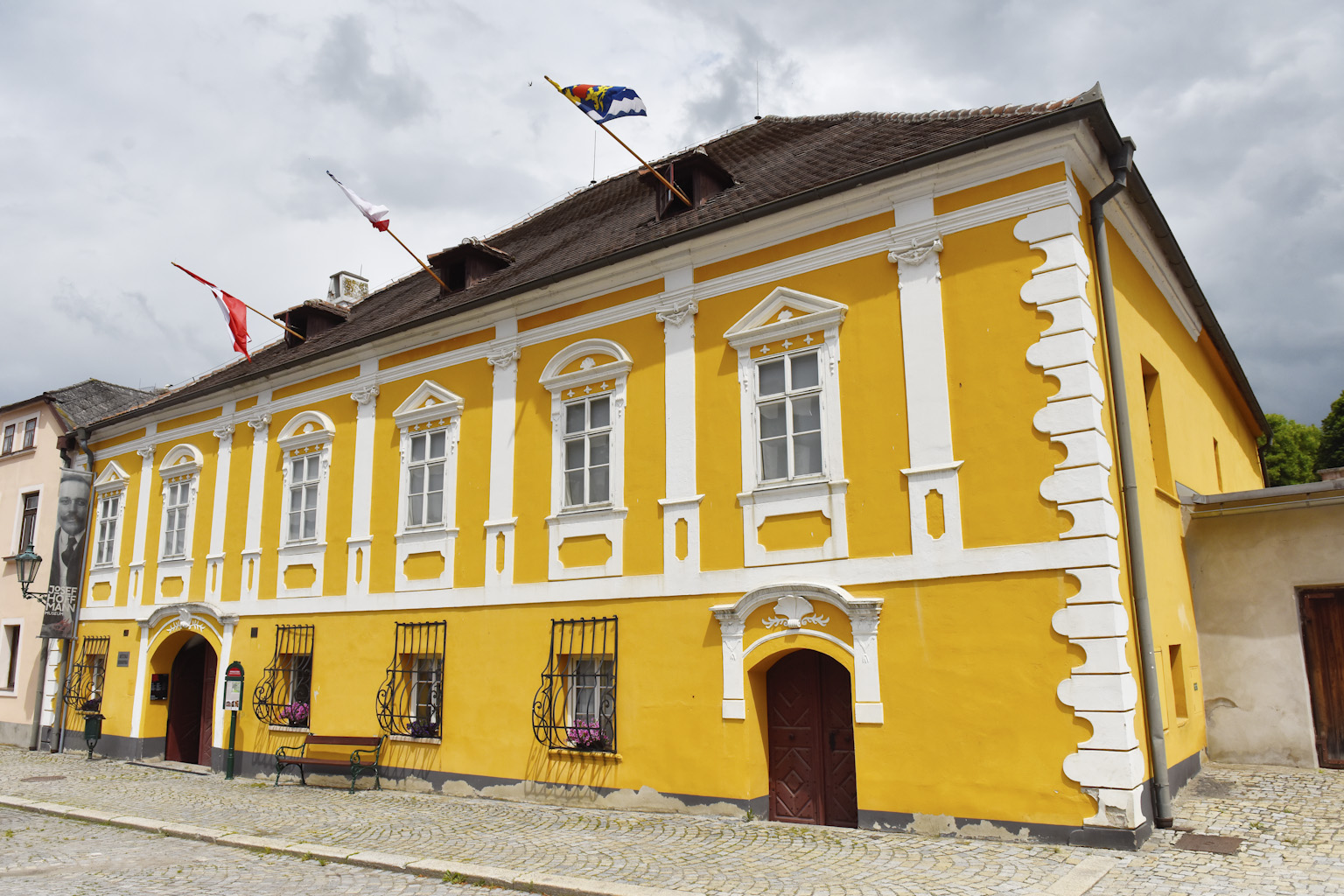
Родной дом Йозефа Хоффмана

### Коллекция музея

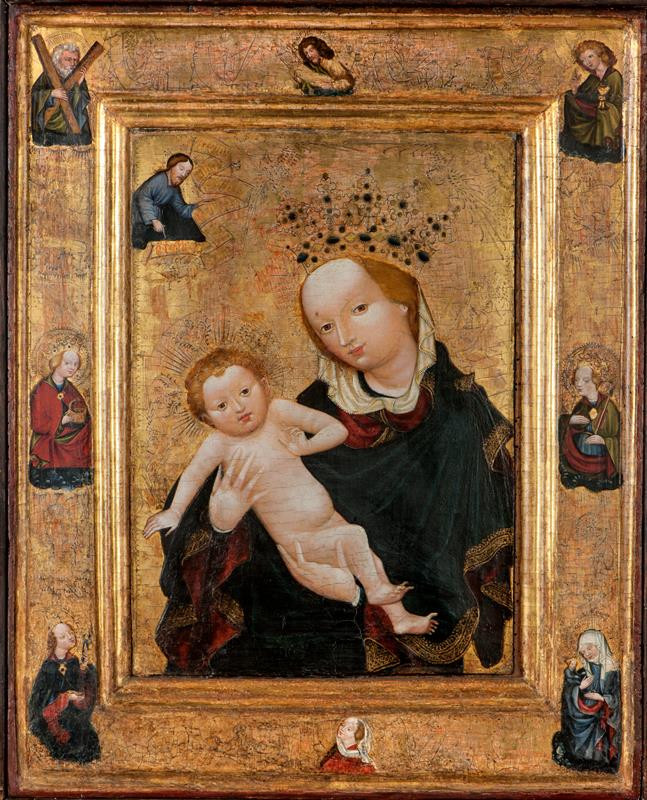
Мадонна из Костёла Святого Фомы (1420-1440)
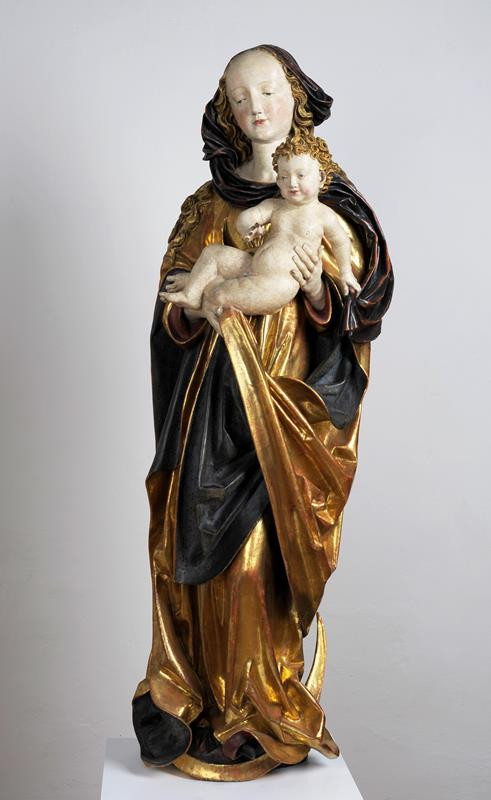
Мадонна из Оломоуца (1480-1490)
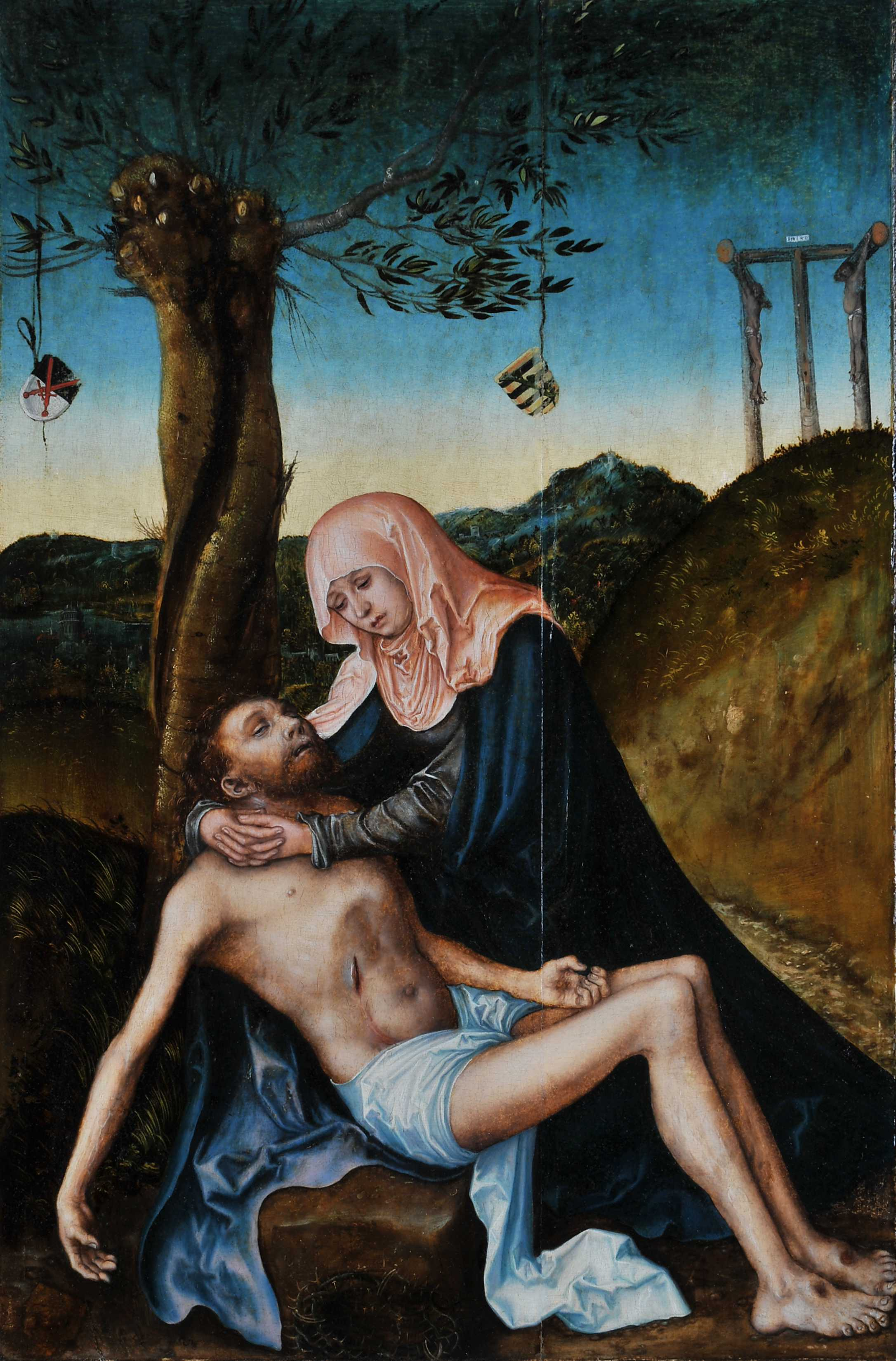
Лукас Кранах (Старший): Пьета под крестом (1515)
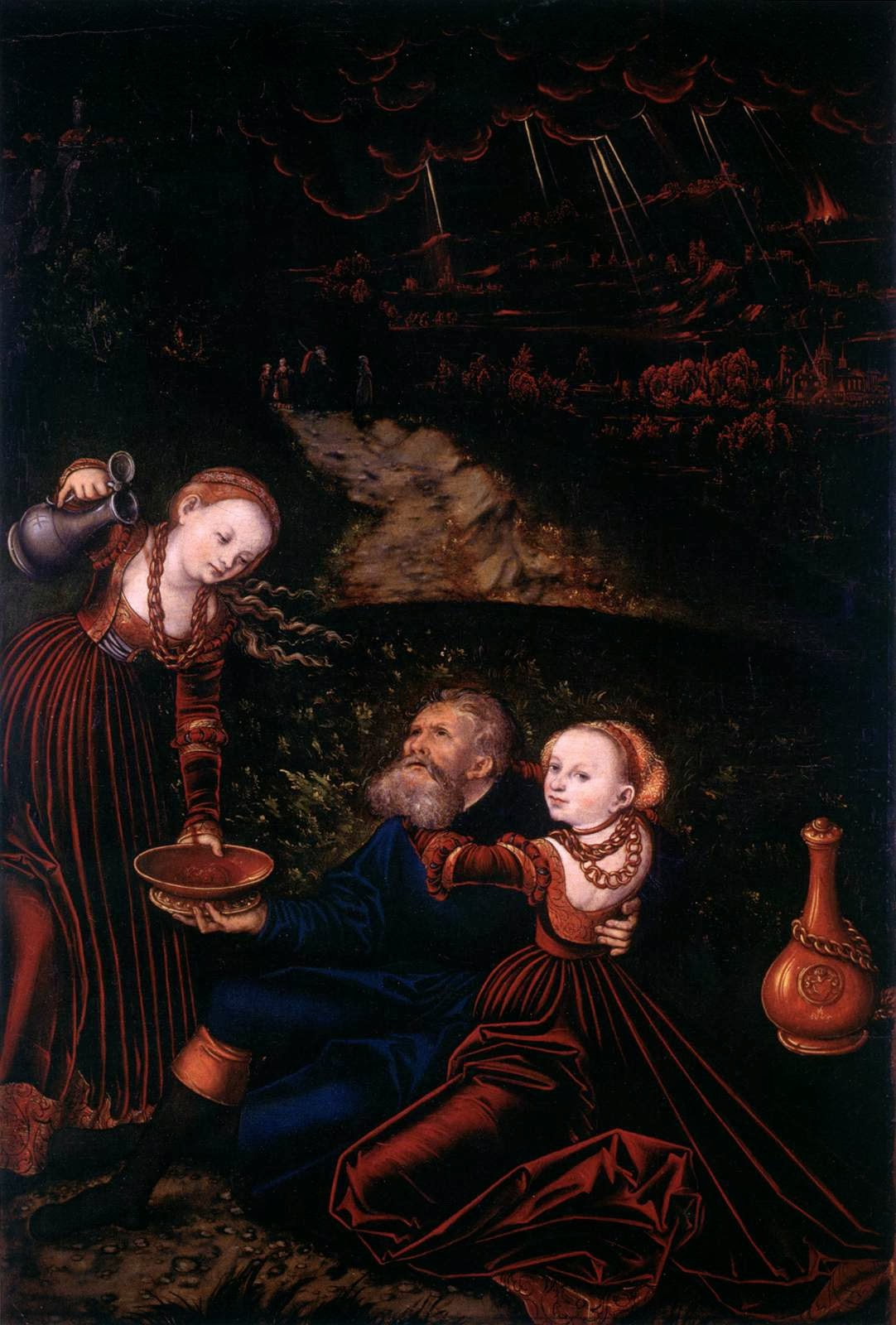
Лукас Кранах (Старший): Лот и его дочери (около 1530)
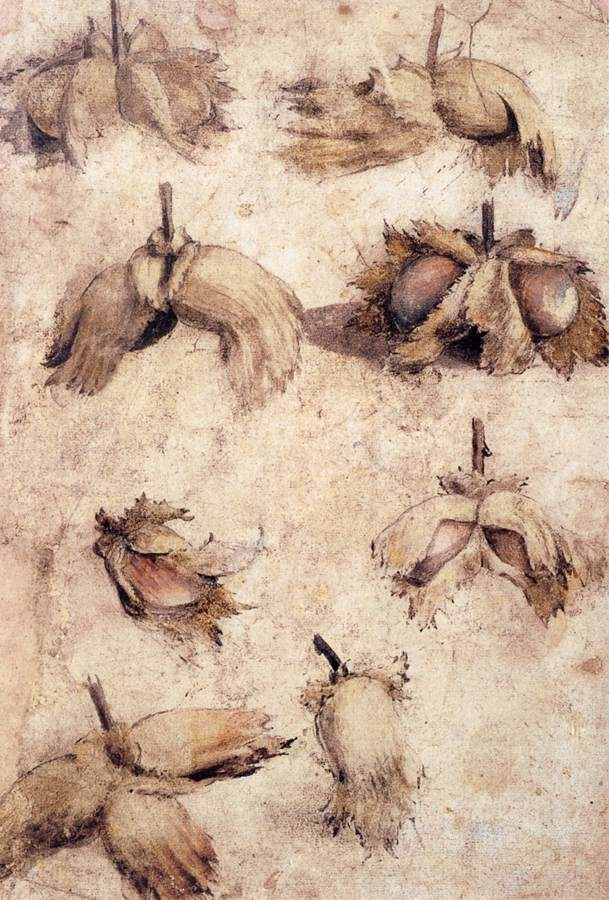
Джованни да Удине: Орешки (до 1550)
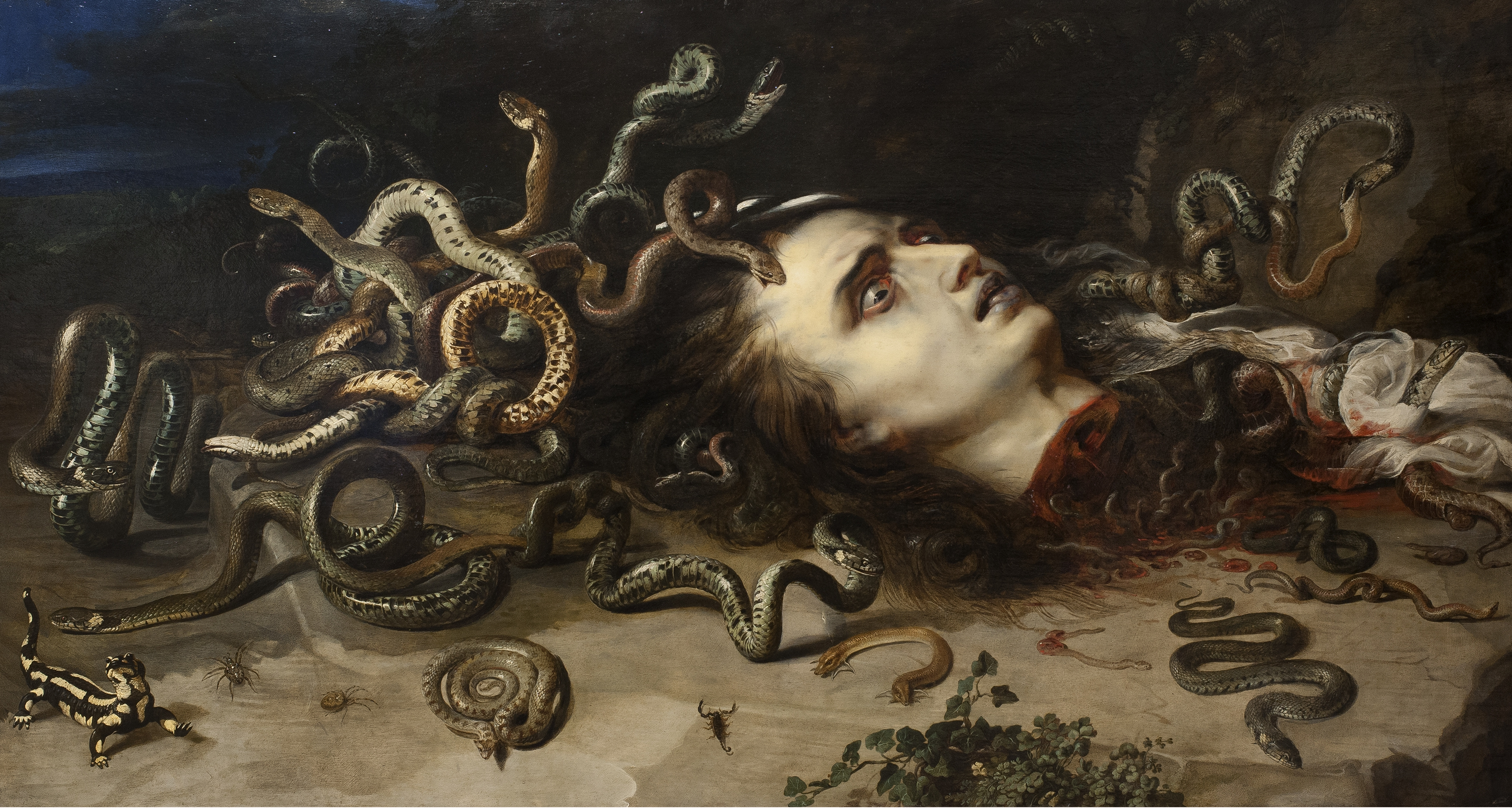
Питер Пауль Рубенс: Голова Медузы (1618)
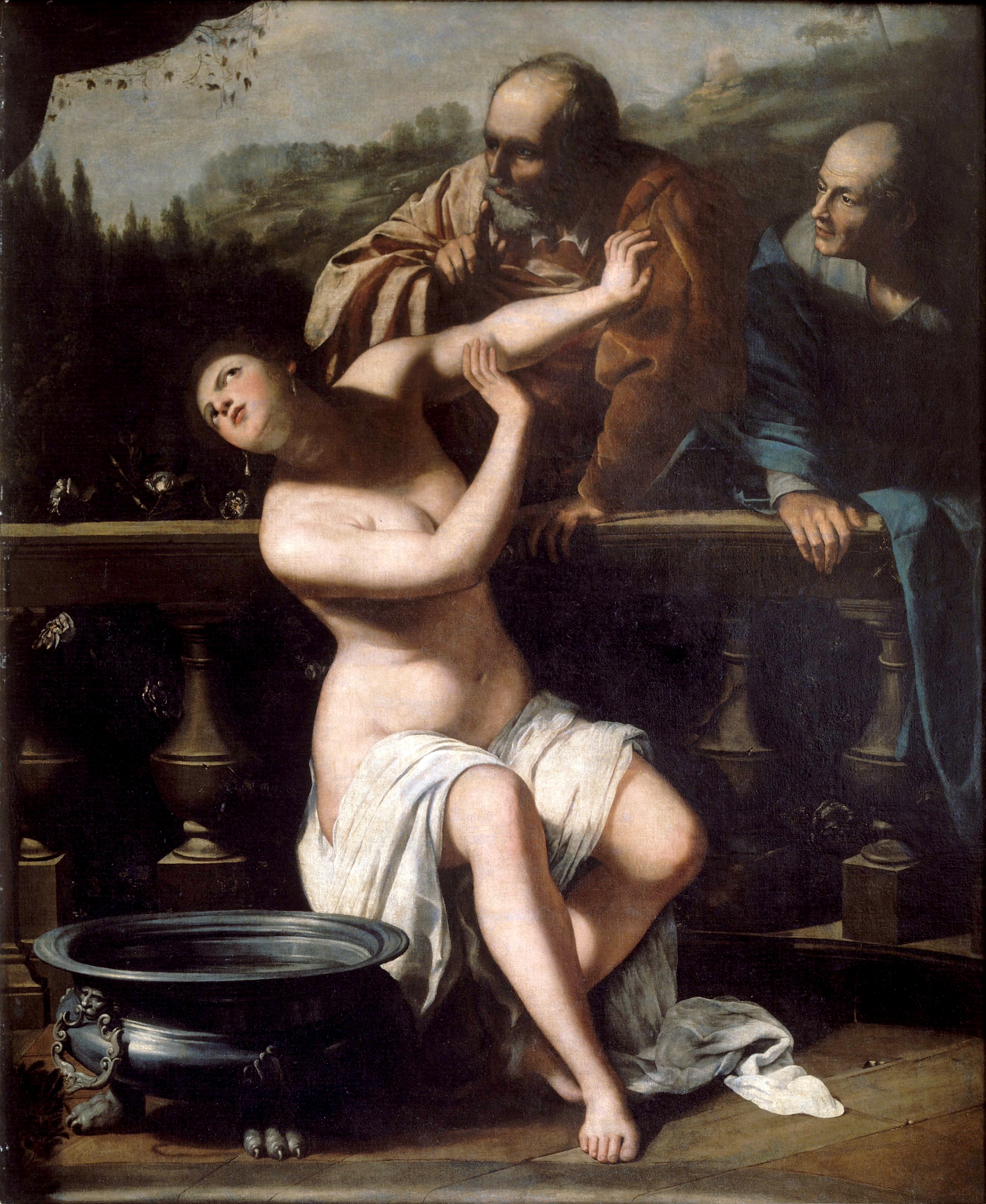
Артемизия Джентилески: Сусанна и старцы (1649)
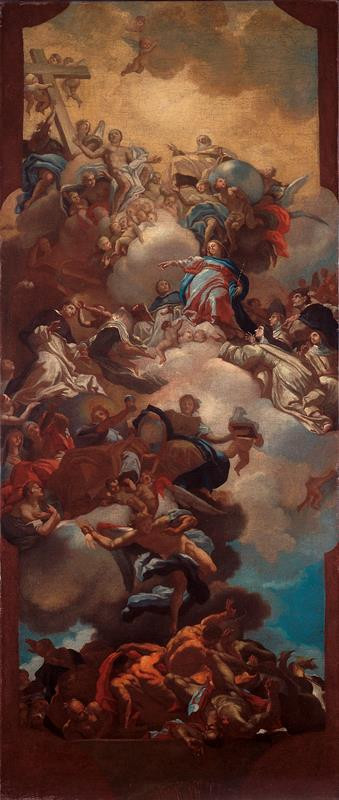
Иоганн Георг Этгенс: Триумф веры (1720)
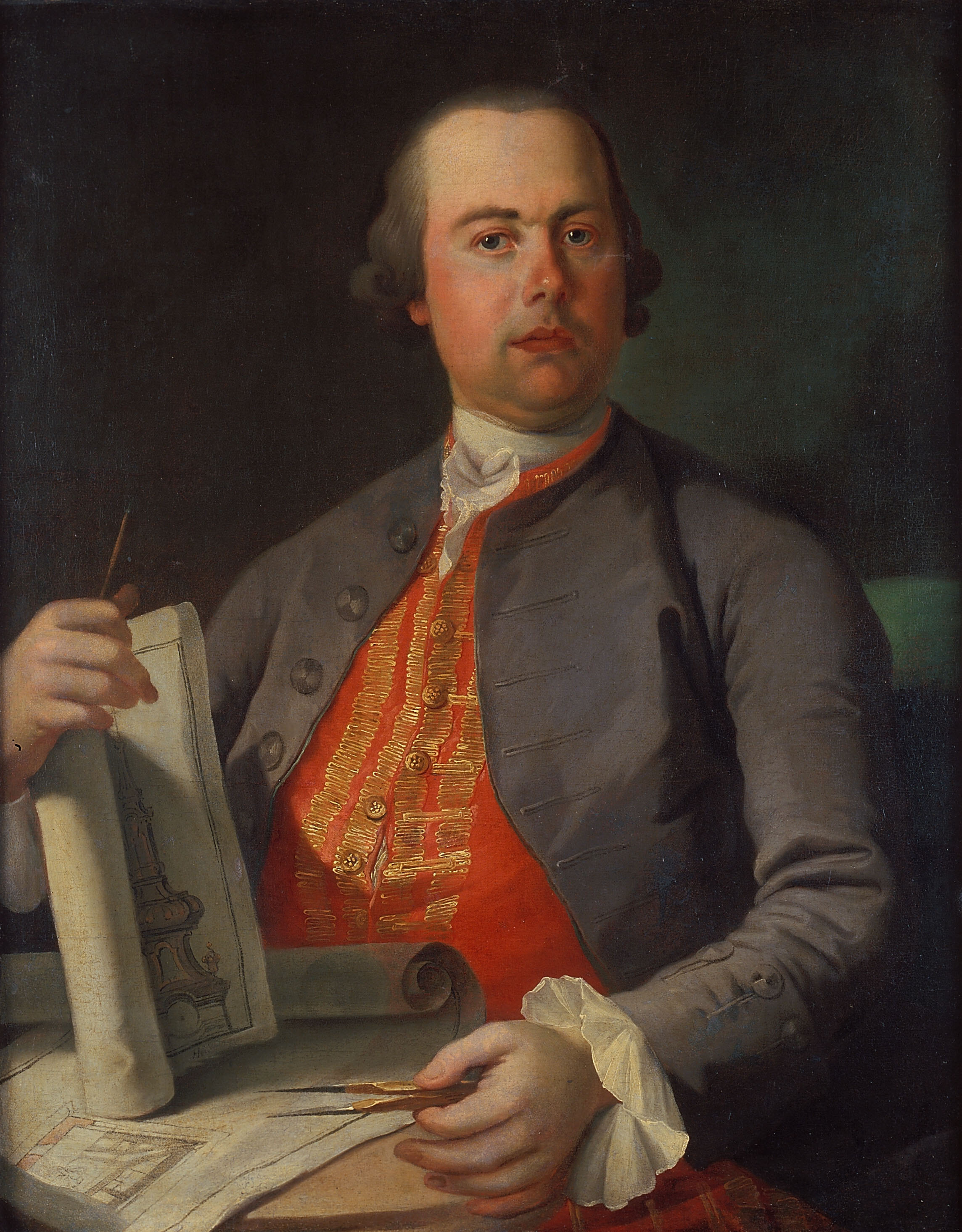
Франц Коромпай: портрет архитектора Франца Антона Гримма (около 1750)
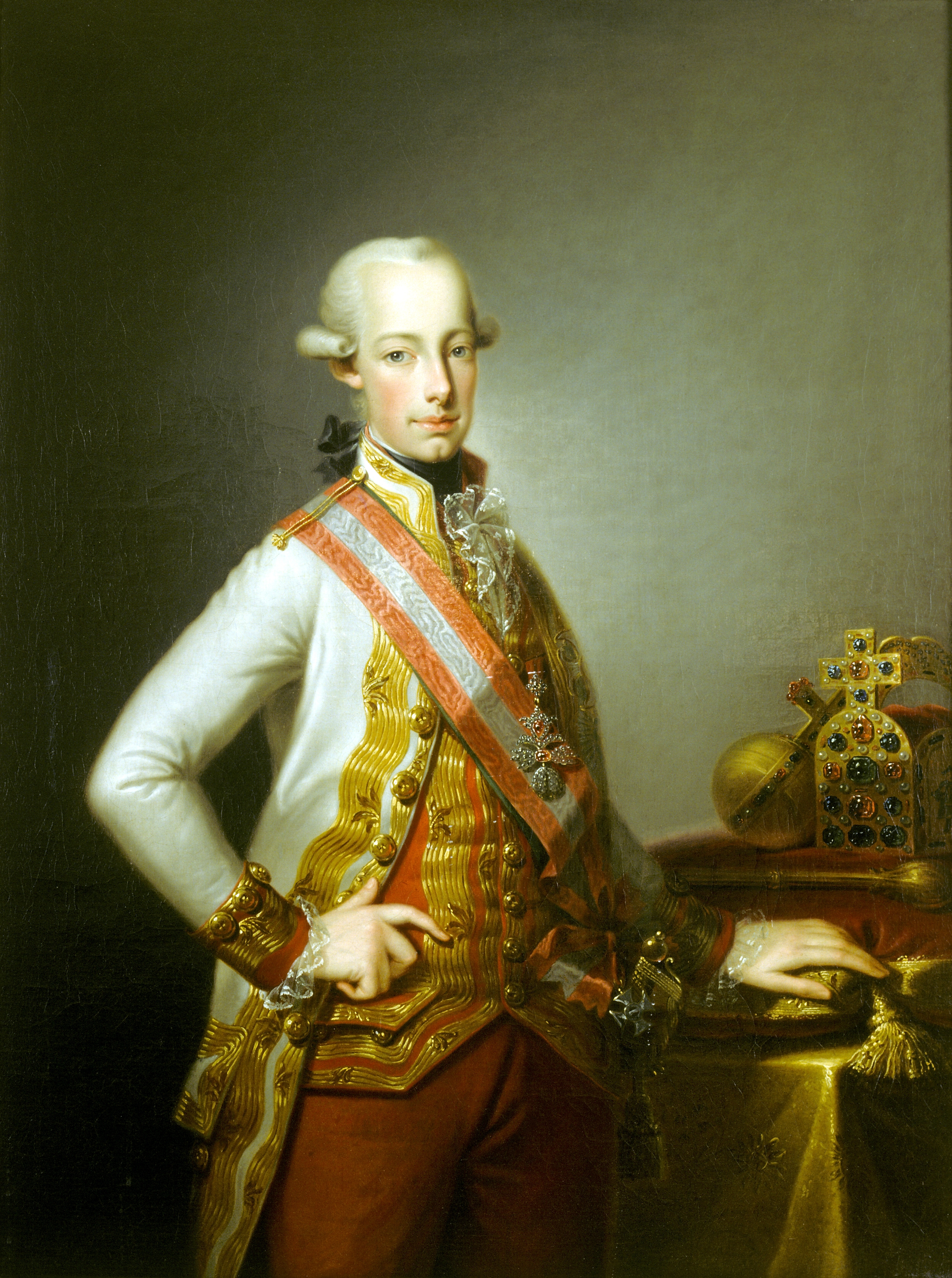
Иоганн Баптист Лампи (Старший): Франц II (после 1792)
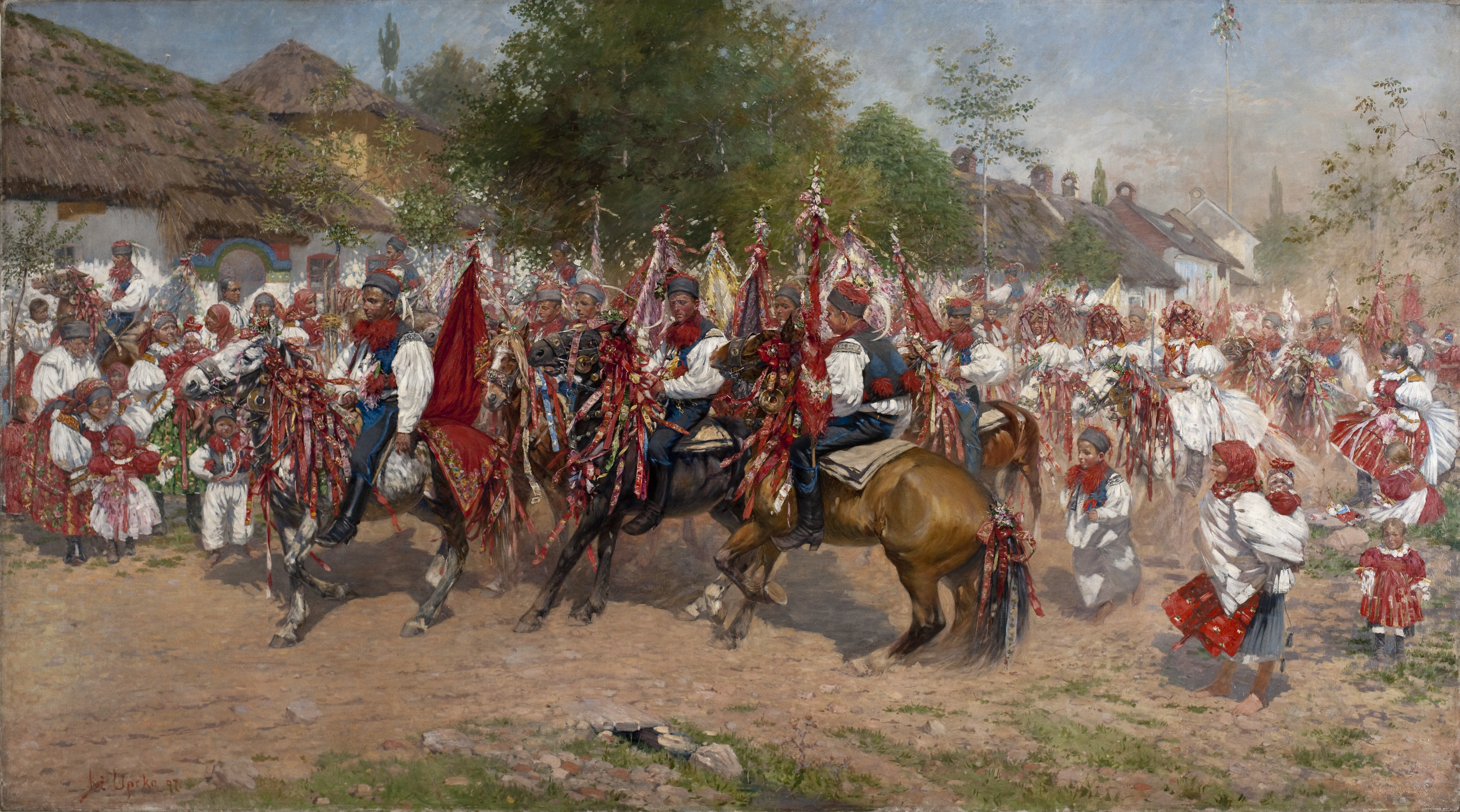
Йожа Упрка: Езда короля (1897)
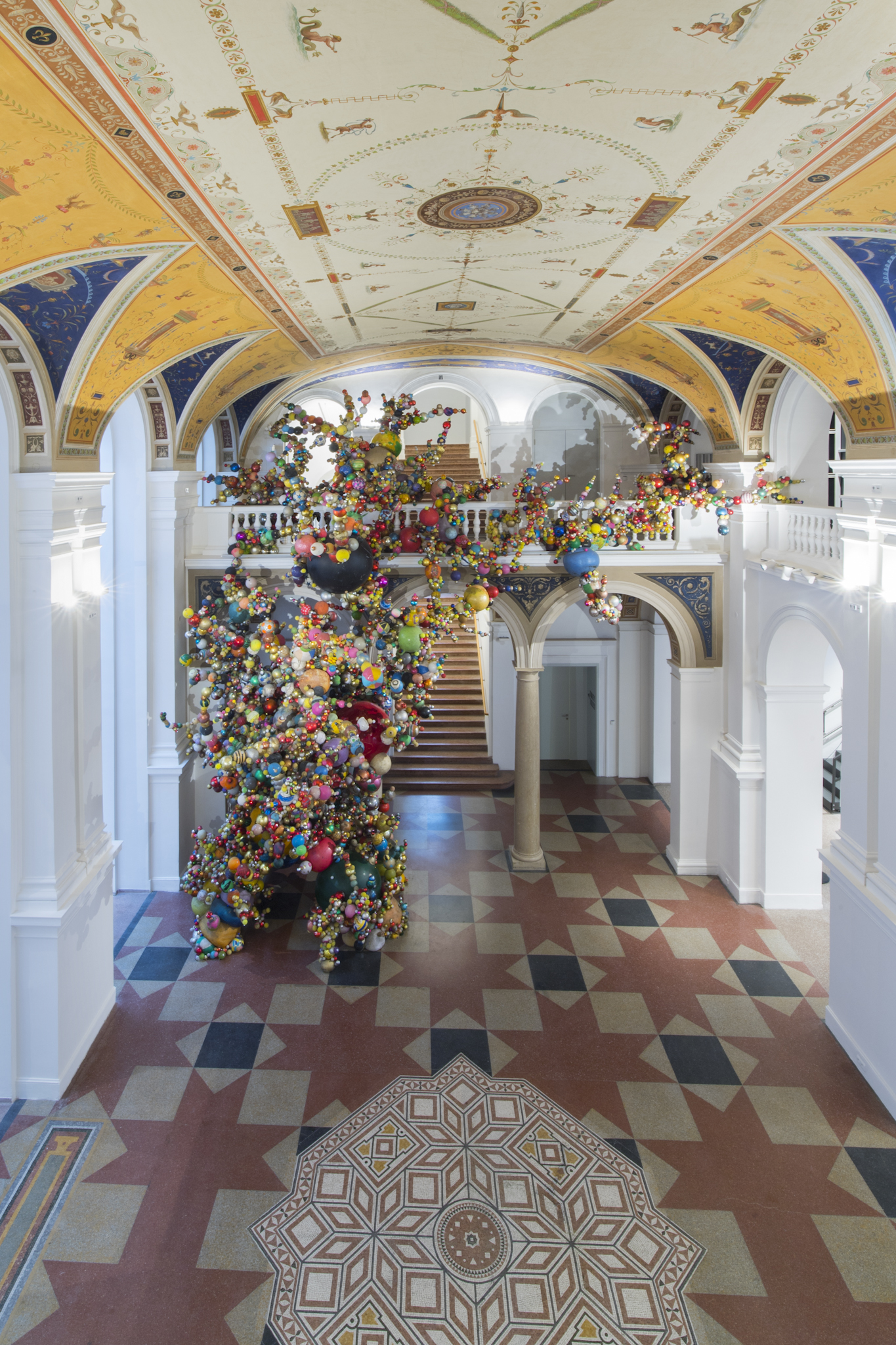
Холл Музея искусств и ремесел с демоном роста Криштофа Кинтеры
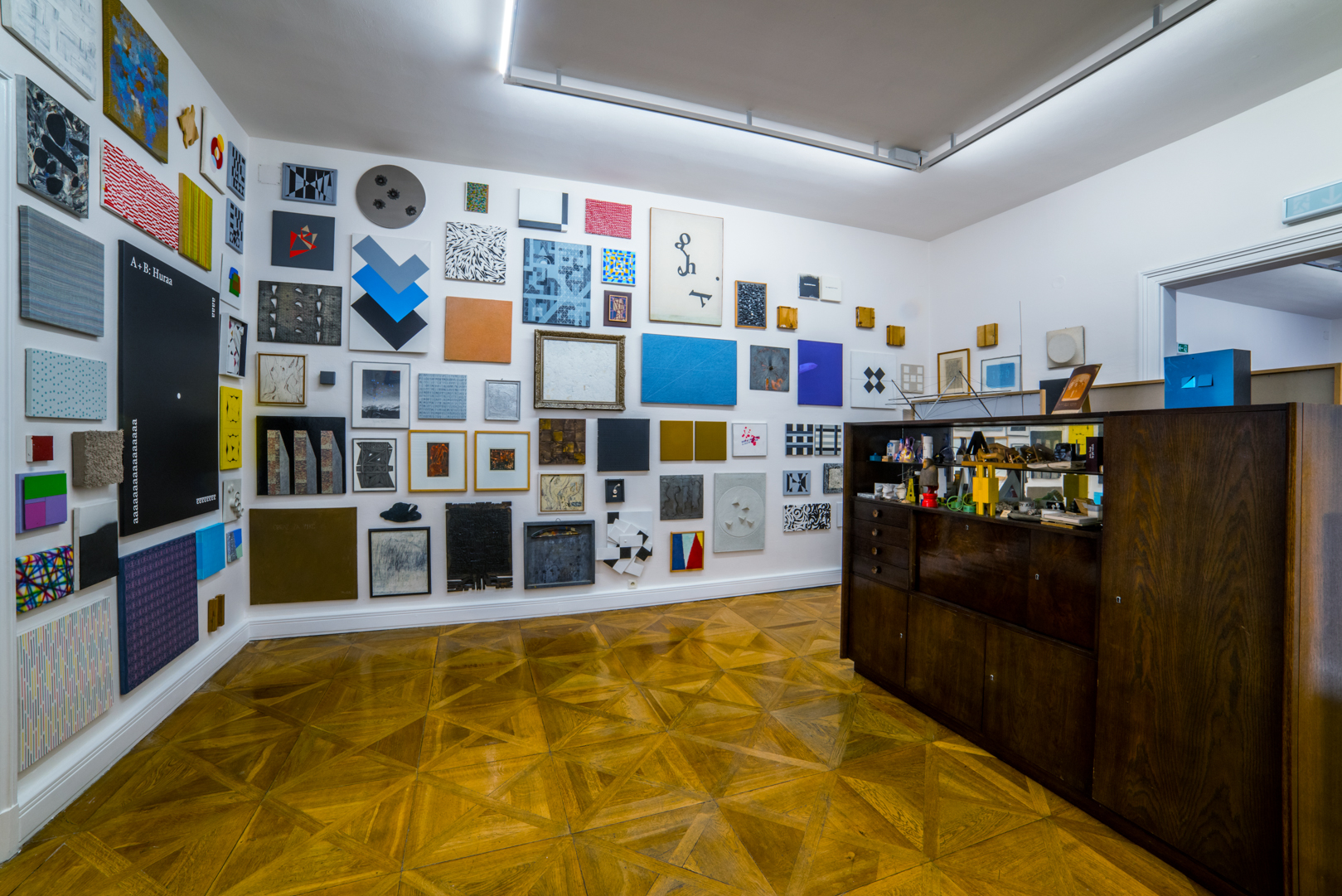
Дворец Пражака, экспозиция «ART IS HERE: Современное искусство»